# 氾濫農耕
氾濫農耕（はんらんのうこう、英語: flood-farming）とは、河川の氾濫が引いた後の肥沃な沖積土を利用して耕作し収穫する農耕のこと。古代文明の発生した場所から始まった原始的な農耕である。

## エジプト文明
エジプト文明は、古代ギリシアの歴史家ヘロドトスが「エジプトはナイルの賜物」と呼ぶほど、洪水で得られた肥沃な土を使った農耕が行われていた。
ナイル川の各流路沿いに自然堤防がつくられ、それに挟まれた低湿地に人工の土堤を築き、増水期に氾濫した河川の水を導き入れ、しばらく湛水させて肥沃な泥土を沈殿させ、水が引いてからコムギや綿花といった作物を栽培するというのが、この地域の伝統的な氾濫灌漑である。これが文明の基盤となった。
近代になるとアスワン・ロウ・ダム、アスワン・ハイ・ダムの完成により氾濫がなくなり、用・排水路が整備されたため、氾濫農耕は不要かつ不可能になった。しかし、氾濫がなくなったこと加え、急速な人口増加によるサハラ砂漠の農地開発により、農地の塩類集積が進行していることが近年問題となっている。

## インダス文明
ヒマラヤ山脈の雪解け水やモンスーンによる洪水に対して、ゆっくりと氾濫するように弱い土手を作り、水が引いたのちに耕作を行うのがインダス文明における氾濫農耕である。
インダス川流域では、水量の不安定性や高低差の無さから、頻繁に流路が変化していた。そのため洪水が頻発し、遺跡には周期的なシルト堆積の痕跡が残されている。この含水性に富んだ肥沃なシルトが堆積することにより、大規模な農耕を可能にしたのではないかと考えられている。乾季となる11月頃にムギを播種し、次の氾濫までに収穫する。こうして、ハラッパーやモヘンジョダロといったインダス文明の主要都市の生活基盤となった。
19世紀中葉以降は、河川水位の増減に関係なく取水できるよう近代的灌漑工事が行われ、パンジャーブ地方がインド亜大陸有数の農業地帯となった。ただし、20世紀以降においても灌漑の行き届いていない部分では、天水農耕や氾濫農耕が行われている。

## 利点
氾濫農耕の利点は、洪水そのものを制御しないため、氾濫を予防するための大規模な治水工事や灌漑水路維持のための浚渫が不要であったことである。農業用水を氾濫の引いた後に形成される自然の貯水池や耕地近傍の河川から得られたことから、ある程度の水が得られればよいという条件も自ずから満たされた。結果として耕地確保のための土木工事は季節的な小規模なもので済ませることができた。ただしこの利点は安定した洪水がおこったナイル川流域に典型的なものであり、氾濫規模が一定でないインダス川には妥当しない。インダス川流域では収穫は不安定で、耕地流出もおこり、氾濫後に河川の流路の変更があった場合には新しい耕地をさがして耕作しなければならなかった。この洪水と収穫の不安定さが農産物の余剰の蓄積、およびそのための技術の発展を促し、派生的にインダス文明の発生に関係したのではないかと一部の研究者は考えている。